# 선시티 (남아프리카 공화국)

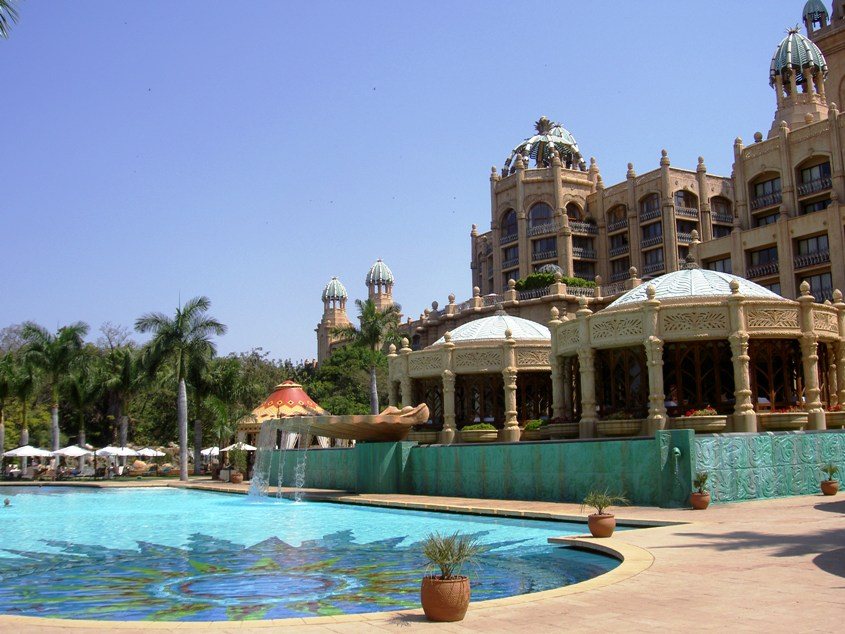
선시티

선시티(Sun City)는 남아프리카 공화국 노스웨스트 주의 리조트이자 카지노이다. 프리토리아에서 차로 2시간 거리에 있다. 루스텐버그 근처에 있으며 필라네스버그 국립공원과 경계를 접한다.

## 역사
선시티는 남아프리카 공화국의 호텔 · 부동산 그룹 선 인터내셔널의 설립자 솔 커즈너가 설립하였다. 커즈너는 사바나에 리조트 호텔 · 놀이 공원 · 골프장 등으로 이루어진 백인 전용 일대 오락 지역을 건설하고 1979년 12월 7일에 개장했다. 당시 이 지역은 남아프리카 공화국 정부의 인종 차별 정책의 과정에서 탄생한 반투스탄의 하나인 보푸사츠와나에 속해 있었다. 보푸사츠와나가 남아프리카 공화국 정부으로부터 독립하였기 때문에 선시티는 남아프리카 공화국에서 금지한 도덕에 반하는 오락, 예를 들어 도박 등을 합법적으로 영업할 수 있었다. 이러한 요소때문에 선시티는 백인들에게 휴일이나 주말을 위한 휴양지가 되었다. 그러나 선시티는 1985년에 반아파르트헤이트 활동의 대상이 되었다. 보푸사츠와나의 인종차별 철폐 후 1994년에 남아프리카 공화국에 통합된 이후에도 호화 리조트 호텔, 골프장 등의 시설이 있는 선시티는 많은 관광객으로 붐빈다.